# Анелия
Анелия Георгиева Атанасова (болг. Анелия Георгиева Атанасова), более известная как Анелия (болг. Анелия); (род. 1 июля 1982, Стара-Загора, Болгария) — болгарская певица в стиле поп-фолк и поп-музыки.

## Происхождение
Мать Анелии родилась в  Санданском крае (её дедушка по материнской линии из деревни Ласкарево, её бабушка из деревни Любовка), а потом переехала со своей семьей в Стара Загора. Члены семьи Анелии по материнской линии были известными музыкантами. Её бабушка и дедушка играли на волынках и бубнах. Фамилия взята в честь своего деда по отцовской линии Атанас. Её мать пела в группе до 35 лет.

## Биография
Анелия родилась 1 июля 1982 года в городе Стара-Загора. Мама записала маленькую Анелию на фортепиано в детском саду
Вместе с её одноклассниками пели в составе трио Гласовити ромчета. В 1994 году они записали альбом в знаменитой звукозаписывающей компанией Балкантон с народными песнями, в основном из региона Фракия. Кроме того, по инициативе учительницы Славки Калчевы, Анелия пела в хоре цыганского ансамбля Мургавелче. Димитар Колев, дирижёр местного городского радио, порекомендовал Анелии поиграть на скрипке у Начко Влайкова.
В 1996 году Анелия поступила в музыкальную школу имени Филиппа Кутева в городе Котел. После этого она играла на гадулке на свадьбах и на поминках.
Во время второго курса обучения, Анелия начала петь, чтобы улучшить технику пения. Во время третьего курса в школе, она начала петь в общественных ресторанах и кафе в её родном городе. До первых записей Анелия работала барменом. Летом 2005 года Анелия поступила в Национальную музыкальную академию, где она училась на кафедре курса поп-джазового пения.

### 2002-2007 год: начало карьеры
Весной 2002 года Анелия записала свою первую песню Чужди устни (рус. Иностранные губы), когда она пела в лучших клубах Швейцарии. Летом того же года Анелия выпустила ещё один хит Погледни ме в очите (рус. Посмотри мне в глаза). В октябре 2002 года клип на песню был выпущен в хит-параде Фолкмарафон. Песня сразу возглавила все чарты в жанре поп-фолк. В декабре того же года она выпустила свой первый дебютный альбом под названием Погледни ме в очите.
13 августа 2003 выпустила видео на песню Обичай ме (рус. Люби меня). 18 марта 2004 года выпустила видеоклип на песню Искам те (рус. Я хочу тебя) и 9 апреля 2004 года выпустила второй альбом Не поглеждай назад (рус. Не оглядывайся назад). Кроме того, было продано более 60 000 экземпляров за 2004 год, в августе того же года Анелия выпустила ещё одну песню — Не знаеш (рус. Ты не знаешь), который стала одним из самых лучших и самых знаменитых песен в карьере певицы. В марте 2005 года выпустила видеоклип на песню Не поглеждай назад (рус. Не оглядывайся назад).
Третий альбом Всичко води към теб (рус. Всё ведёт к тебе) был выпущен 16 августа 2005 года. Одноименная песня стала самой популярной песней лета 2005 года. В июле того же года выпустила видеоклип на эту песню.
Летом 2006 Анелия выпустила две песни До зори (рус. До рассвета) и Само за миг (рус. Только на мгновение). В октябре того же года он выпустила альбом Пепел от рози (рус. Пепел Розы) В том же месяце выпустила клип на песню Вятър в косите ти (рус. Ветер в твоих волосах)

### 2014: концерт Цецы и новый альбом
В начале 2015 года записала песню с певцом Крумом под названием Забрави (рус. Забудь об этом). Во время Музыкальной премии телеканала Планета Анелия и Миро впервые исполнили песню Започваме на чисто (рус. С чистого листа). 7 мая выпустила новый видеоклип на песню Генерал (рус. Генерал). Песня за несколько дней она сумела стать хитом и возглавила чарты в стиле поп-фолк. 11 июня на концерте по случаю 25-летия компании Пайнер вместе с Преславой, Эмилией, Деси Славой, Галеной и Цветелиной Яневой представили новую версию популярной народной песни Лале ли си, зюмбюл ли си, а 9 июля выпустила клип на эту песню . В августе того же года Анелия спела со своей собственной группой на концерте певицы Цецы, на стадионе в городе Несебыр. В конце года она выпустила видеоклип на песню Аз съм дяволът (рус. Я дьявол). Принял участие в записи песни певец Галин.

## Личная жизнь
В 2003 году Анелия вышла замуж за владельца футбольного клуба Константина Динева. Однако их брак закончился разводом. У певицы  родилась дочка Ивонна (29 декабря 2003 год). Её дочь участвовала в видеоклипе на песню Продължавам (рус. Я продолжаю) и её голос был записан в песне Не търси вината (рус. Не ищите вины).

## Дискография
- 2002 — Погледни ме в очите / Посмотри мне в глаза
- 2004 — Не поглеждай назад / Не оглядывайся назад
- 2005 — Всичко води към теб / Всё ведёт к тебе
- 2006 — Пепел от рози / Пепел розы
- 2008 — Единствен ти / Только ты
- 2010 — Добрата, лошата / Хорошая, плохоя
- 2011 — Игри за напреднали / Передовые игры
- 2014 — Феноменална / Феноменальная
- 2018 — Дай ми още / Дай мне больше